# Herman Trier
Herman Martin Trier (10. maj 1845 i København – 1. september 1925 sammesteds) var en dansk pædagog og politiker.
Herman Trier var gift med Emma Trier, født Adler (1855 – 1912). Han skrev især pædagogisk litteratur. Som politiker tilhørte han oprindelig Venstre, men skiftede til Radikale Venstre. Fik fortjenstmedaljen i guld.
- 1862 student fra det von Westenske Institut
- 1863 cand.phil.
- studeret jura og pædagogik uden afsluttende eksamen og dernæst virket som lærer
- 1879-1903 medudgiver af Vor Ungdom
- 1882-1907 leder af Studentersamfundets arbejderundervisning
- 1884-1889 formand for Studentersamfundet
- 1884-1887 folketingsmedlem
- 1886-1918 medlem af bestyrelsen for Dansk Sløjdforening
- 1889-1902 formand for Afholdssamfundet
- 1890-1909 folketingsmedlem
- 1893-1917 medlem af Københavns Borgerrepræsentation
- 1898-1907 formand for Københavns Borgerrepræsentation
- 1901-1905 Folketingets formand
- 1909-1925 landstingsmedlem
- 1912-1918 forstander for Dansk Sløjdlærerskole, men med G.F. Krog Clausen som daglig leder, indtil denne ved statens overtagelse af skolen i 1918 blev statsudnævnt forstander
- 1919 udnævnt til æresmedlem af Dansk Sløjdlærerforening 14. august sammen med Aksel Mikkelsen

Herman Triers Plads i Københavns Kommune er opkaldt efter ham.